# ژوائو مارکس
ژوائو مارکس (انگلیسی: João Marques؛ زادهٔ ۱۳ فوریهٔ ۲۰۰۲) بازیکن فوتبال اهل پرتغال است که در حال حاضر برای ژیل ویسنته در پست هافبک بازی می‌کند.
وی همچنین در تیم ملی فوتبال زیر ۲۱ سال پرتغال بازی کرده است.

## دوران باشگاهی
مارکس بازیکن پرورش‌یافتهٔ اسپورتینگ، باریرنسه و ویتوریا ستوبال است. او دوران حرفه‌ای خود را در سال ۲۰۲۰ با ویتوریا ستوبال در لیگ دسته سوم پرتغال آغاز کرد. در تابستان ۲۰۲۱، به اشتوریل در لیگ برتر فوتبال پرتغال پیوست. در ۱۰ آوریل ۲۰۲۳، قرارداد خود را با اشتوریل تا سال ۲۰۲۶ تمدید کرد. او نخستین بازی حرفه‌ای خود را در تاریخ ۱۹ نوامبر ۲۰۲۲ در دیدار بدون گل جام اتحادیه برابر توندلا انجام داد.
در ۱ فوریهٔ ۲۰۲۴، براگا اعلام کرد که با اشتوریل برای انتقال مارکس به توافق رسیده‌است. مبلغ انتقال اولیه ۳٫۵ میلیون یورو اعلام شد که با پاداش‌ها ممکن است به ۴٫۵ میلیون یورو برسد. همچنین ده درصد از مبلغ فروش آتی نیز سهم اشتوریل خواهد بود. مارکس از آغاز فصل ۲۰۲۴–۲۵ به براگا می‌پیوندد و قراردادی پنج‌ساله امضا خواهد کرد. بند فسخ قرارداد او ۳۰ میلیون یورو تعیین شده‌است.
در ۴ ژانویه ۲۰۲۵، مارکس با قرارداد قرضی به ژیل ویسنته پیوست.

## دوران ملی
مارکس در رده‌های پایه برای تیم ملی پرتغال بازی کرده‌است. او برای تیم ملی فوتبال زیر ۲۱ سال پرتغال در سری بازی‌های مرحلهٔ مقدماتی قهرمانی زیر ۲۱ سال اروپا ۲۰۲۵ در سپتامبر ۲۰۲۳ به میدان رفت.